# Remind Me (Brad Paisley e Carrie Underwood)
Remind Me è il titolo del terzo singolo estratto dall'album This Is Country Music del cantautore country Brad Paisley. Il brano è un duetto che vede la partecipazione della cantante country pop Carrie Underwood ed è stato scritto dallo stesso Paisley insieme a Chris DuBois e Kelley Lovelace. Si tratta del quarto singolo di Paisley ad essere stato certificato Platino per le vendite dalla RIAA.
Negli USA ha riscosso un grande successo, raggiungendo la prima posizione della classifica Hot Country Songs e posizionandosi, a fine anno, alla 26ª posizione di quest'ultima. Il singolo ha anche raggiunto la 17ª posizione della Billboard Hot 100(82ª a fine anno), il picco per Paisley in tale classifica, e la 33ª della Billboard Canadian Hot 100.
Dal punto di vista critico il brano è stato ben accolto: Billy Dukes di Taste of Country ha dato alla canzone un punteggio di 5 stelle su 5, dicendo che "la tonalità della Underwood è incontaminata, e Paisley riesce a stare al passo".
Il 27 giugno 2011 è stato girato un video musicale per la canzone presso il lago El Mirage in California.